# 披针叶风筝果
披针叶风筝果（学名：Hiptage lanceolata）为金虎尾科风筝果属下的一个种。